# Hoeryong
Hoeryong è una città della Corea del Nord, situata nella provincia dello Hamgyŏng Settentrionale.